# Namibia Ice and Inline Hockey Association
Namibia Ice and Inline Hockey Association ordnar med organiserad ishockey och inlinehockey i Namibia. Namibia inträdde den 31 maj 1998 i IIHF.

### Fotnoter
1. ↑  ”Namibia”. International Ice Hockey Federation. http://www.iihf.com/iihf-home/countries/namibia.html. Läst 9 april 2012.